# لاله پورکریم
لاله پورکریم با نام هنری لاله (زادهٔ ۱۰ ژوئن ۱۹۸۲) خواننده-ترانه‌پرداز، بازیگر، نوازندهٔ گیتار و پیانو و تهیه‌کنندهٔ موسیقی اهل سوئد است.

## زندگی‌نامه
لاله در سال ۱۹۸۲ در بندرانزلی به دنیا آمد. او تنها فرزند هوشنگ پورکریم، جامعه‌شناس اهل بندر انزلی، است. او در دوازده سالگی به سوئد مهاجرت کرد و در محله آنگرد در شهر یوتبری به مدرسه رفت. پیش از آن او مدتی در جمهوری شوروی سوسیالیستی آذربایجان و شهر مینسک بلاروس زندگی می‌کرد.
مدتی در شهر تدهولم، شهری کوچک در جنوب سوئد زندگی می‌کرد. سپس این شهر را ترک کرد و به یوتبری، بزرگترین شهر سوئد پس از استکهلم، رفت. لاله در نوجوانی بود به موزیک روی آورد. با ساکسیفون شروع کرد و بعد گیتار و پیانو را آموخت. او خودش هم آهنگ را می‌سازد، هم شعرها را می‌نویسد و هم آهنگ را تنظیم می‌کند و می‌خواند. لاله به سه زبان انگلیسی، سوئدی، و فارسی می‌خواند. از آلبوم‌های او می‌توان به پرینسسور، لاله، و من و سیمون اشاره کرد.

## فعالیت سینمایی
او نقش اصلی فیلم یالا یالا! ساختهٔ یوسف فارس را ایفا کرده‌است که در سال ۲۰۰۰ در کشورهای اروپایی اکران شد.

## جوایز
لاله در سال ۲۰۰۵ به عنوان برندهٔ بخش‌های تهیه‌کننده، هنرمند و هنرمند جدید سال جوایز گرمیس سوئد انتخاب شد. او در ۷ زمینه نامزد دریافت این جایزه بود.